# Lyman Hall (politik)
Lyman Hall (12. dubna 1724 Connecticut – 19. října 1790 Georgie) byl americký politik a státník, signatář Deklarace nezávislosti Spojených států jako zástupce Georgie.

## Životopis

Znak Lymana Halla

Lyman Hall se narodil 12. dubna 1724 ve Wallingfordu v Connecticutu. Byl synem Johna Halla, duchovního a Mary (rozené Street) Hall. Studoval se svým strýcem Samuelem Hallem a promoval na univerzitě Yale v roce 1747, zcela podle rodinné tradice. V roce 1749 nastoupil jako duchovní do farnosti Stratfield (nyní Bridgeport) v Connecticutu. Jeho pastorát byl bouřlivý: skupina farníků se postavila proti jeho vysvěcení; v roce 1751 byl propuštěn na základě obvinění z morálky nevyhovující nárokům kladeným na pastora. Podle biografie, “bylo obvinění podepřeno důkazy a také jeho vlastním přiznáním.” Pokračoval v práci pastora ještě další dva roky, zaplňoval prázdné kazatelny, a mezitím vyučoval a studoval medicínu.
V roce 1752 se oženil s Abigail Burr z Fairfieldu v Connecticut. Abigail následující rok zemřela. V roce 1757 se znovu oženil, vzal si Mary Osborne. Přestěhoval se do Jižní Karolíny a etabloval se jako lékař v Dorchesteru v Jižní Karolíně poblíž Charlestona. Zdejší komunita migrantů z Dorcesteru a Bostonu založila už před několika lety kongregační církev. Když se tito osadníci přestěhovali do Midway District – nyní Liberty County – v Georgii, Lyman Hall je doprovázel. Brzy se stal jedním z předních občanů nově založeného města Sunbury.

### Americká revoluce
V předvečer americké revoluce byla farnost sv. Jana, ve které se Sunbury nacházelo, stalo ohniskem radikálního sentimentu v převážně loajalistické kolonii. Ačkoli Georgie nebyla zpočátku zastoupena na prvním kontinentálním kongresu, prostřednictvím Hallova vlivu byla farnost přesvědčena, aby poslala svého delegáta do Filadelfie v Pensylvánii do druhého kontinentálního kongresu. V roce 1775 byl Hall přijat jako delegát v Kongresua stal se jedním ze tří delegátů za Georgii, kteří podepsali Deklaraci nezávislosti. V lednu 1779 Sunbury spálili Britové. Hallova rodina uprchla na sever, kde zůstala až do odchodu Britů v roce 1782. Hall se poté vrátil do Georgie a usadil se v Savannah. V lednu 1783 byl zvolen prvním guvernérem státu – pozici, kterou zastával jeden rok. V té době Hall podporoval zřízení státní univerzity. Věřil, že vzdělání, obzvláště náboženská výchova, pomáhá vytvořit občana dbalého cti. Jeho úsilí vedlo k pronájmu University of Georgia v roce 1785. Po uplynutí funkčního období guvernéra pokračoval ve své lékařské praxi.

## Odkaz
V roce 1790 se Hall přestěhoval do Georgie na plantáž v Burke County na hranici s Karolínou, kde zemřel 19. října 1790 ve věku 66 let. Hallova vdova Mary Osborne ho přežila o tři roky, zemřela v listopadu 1793.
Na jeho počest je pojmenován v Georgii kraj Hall County. V Connecticutu, jeho rodném státě, jej město Wallingford poctilo pojmenováním střední školy odle svého významného rodáka. Základní školy v Liberty County v Georgia a v Hall County v Georgii také nesou jeho jméno.
Signers Monument, žulový obelisk v městě Augusta v Georgii byl vztyčen na památku tří delegátů z Georgie, kteří podepsali Deklaraci nezávislosti: George Walton, Lyman Hall a Button Gwinnett. Pozůstatky Lymana Halla sem byly přeneseny z jeho původního hrobu na jeho plantáži v Burke County v roce 1848.